# Prêmio Peabody

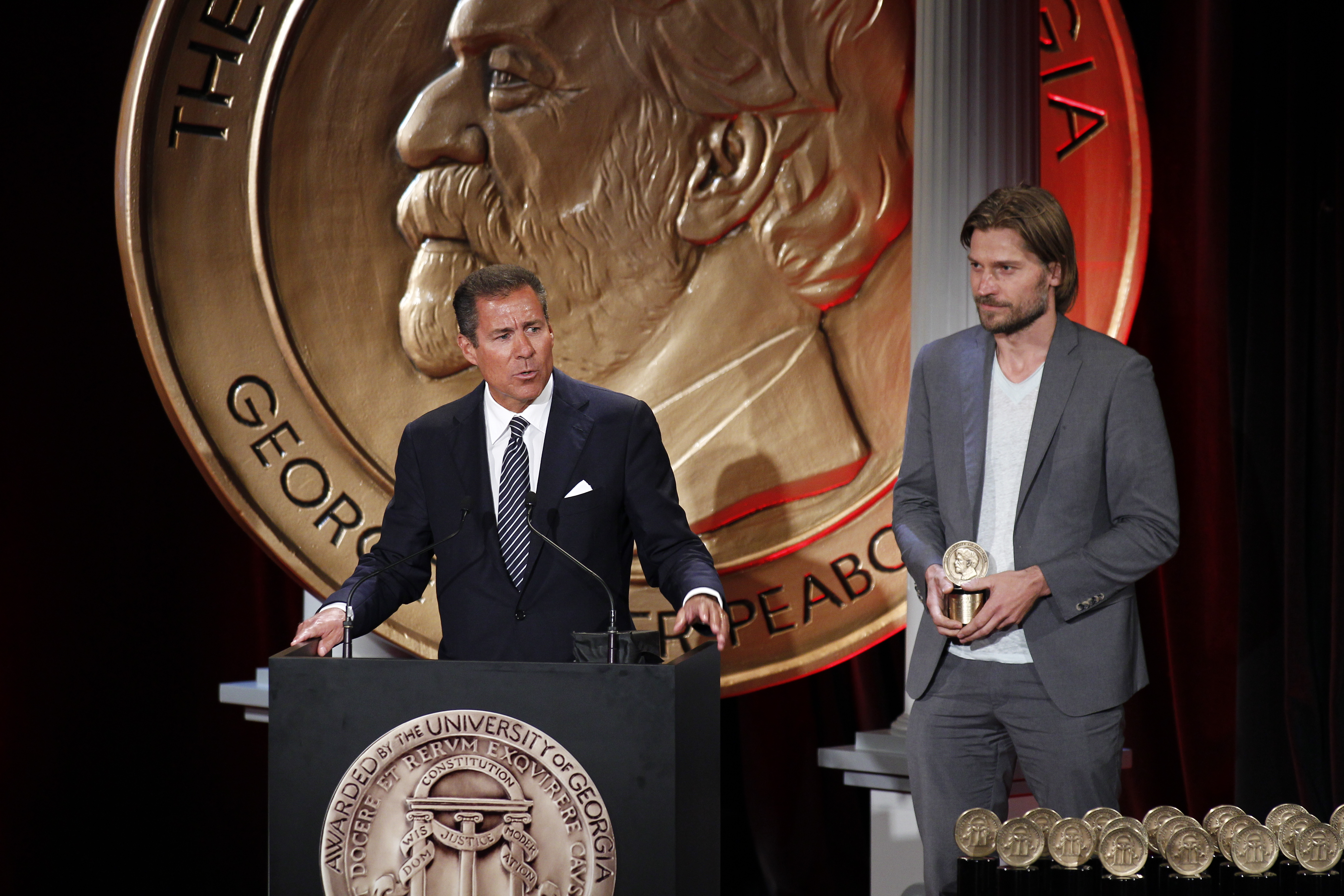
Atribuição dos "Peabody Awards" de 2012.

O prêmio George Foster Peabody (ou simplesmente Prêmio Peabody, ou Peabody Awards em inglês), reconhece órgãos de mídia (incluindo televisão, rádio e internet), associações e indivíduos que tenham prestado serviços públicos dignos de distinção e mérito, através de seus respetivos veículos de comunicação. Refletindo prioritariamente excelência e qualidade (ao invés de simplesmente popularidade e sucesso comercial), é uma distinção concedida anualmente a órgãos de mídia dos Estados Unidos, cujo nome homenageia o filantropo e homem de negócios americano George Peabody. A premiação tem valor nacional e acontece nos Estados Unidos. É concedido a cerca de 25-26 vencedores anualmente, entre mais de 1000 candidatos .

## História
Em 1939, a National Association of Broadcasters norte-americana forma um comitê com o intuito de reconhecer conquistas no campo das emissões radiofônicas americanas. Inicialmente o prêmio era exclusivo para rádios, e em 1948 foi introduzido o prêmio na categoria televisão. No final da década de 90, categorias adicionais para premiar materiais distribuídos via internet foram criadas..

## Cerimônia
A apresentação formal do prêmio acontece tradicionalmente no final de Maio ou no início de Junho, em um banquete na cidade de Nova Iorque. Vários nomes famosos já serviram como anfitriões da cerimônia, como Jon Stewart e Larry King